# Pawieł Nilin
Pawieł Filippowicz Nilin (ros. Павел Филиппович Нилин, ur. 3 stycznia?/16 stycznia 1908 w Irkucku jako Danilin, zm. 2 października 1981 w Moskwie), w Polsce Paweł Nilin – radziecki pisarz, dramaturg i scenarzysta. W Polsce wydano jego utwory, m.in. Okrucieństwo (1958), Śladami wielkich detektywów (1958), Ostatnia kradzież (1959, 1961).

## Życiorys
Urodzony w rodzinie zesłańca syberyjskiego. Służył w milicji w miejscowości Tułun pod Irkuckiem. Od 1927 roku pracował jako dziennikarz na Syberii, potem na Powołżu, na Ukrainie, a w końcu w Moskwie. Pierwsze utwory literackie publikował w 1937 roku na łamach czasopisma Nowyj Mir. Powieść o górnikach Donbasu Czełowiek idiot w goru w 1939 przerobił na scenariusz filmu Wielkie życie (Bolszaja żyzń). Największe uznanie przyniosła autorowi powieść  Okrucieństwo (Żestokost´) z 1956 roku  opowiadająca o walce ze zbrojnymi, postkołczakowskimi grupami rabunkowymi na Syberii w 1920. Od 1971 roku członek Związku Pisarzy ZSRR. Zmarł w 1981 roku w Moskwie, został pochowany na tamtejszym Cmentarzu Wagańkowskim. Odznaczony Orderem Czerwonego Sztandaru Pracy (1967, 1971), Orderem Przyjaźni Narodów (1978) i Nagrodą Stalinowską II stopnia (1941). W 2008 (setna rocznica urodzin) upamiętniony tablicą w Tułunie.

## Dzieła

### Wybrane scenariusze filmowe
- 1939: Wielkie życie (I część)
- 1946: Wielkie życie (II część)
- 1959: Okrucieństwo
- 1959: Droga przez cmentarz
- 1960: Okres próbny
- 1975: Ta jedyna...
- 1979: Pierwsze zamążpójście

Źródło:

### Powieści
- Человек идёт в гору (1936)
- Золотые руки (1939)
- О любви (1940)
- Большая жизнь. Киносценарий (1945)
- На белом свете. Пьеса (1947)
- Поездка в Москву (1954)
- Испытательный срок (1955)
- Жестокость (Okrucieństwo, 1956)
- Через кладбище (1962)
- Интересная жизнь (1969—1980)

### Opowiadania
- Астраханцев, его жена и дети (1957)
- Ближайший родственник (Матвей Кузьмич; 1937)
- В Самаре, в Струковском саду (1971—1976)
- Варя Лугина и её первый муж (Любимая девушка; 1936)
- Впервые замужем (1977)
- Граня (1963)
- Дом господина Эшке в городе Венёве (1941)
- Дурь (1972)
- Дуэль (194..)
- Егор или Василий? (1942)
- Есть ли в России русалки? (1960)
- Жучка (1955)
- Завтра (1942)
- Загадочные миры (1978—1980)
- Зелёный дым (1928)
- Знакомое лицо (1958)
- Знакомство с Тишковым (1955)
- Знаменитый Павлюк (1937)
- Из африканского дневника (1976)
- Линия жизни (1941)
- Любовь (1929)
- Марья Ивановна (1959)
- Мелкие неприятности (1974)
- Модистка из Красноярска (1940)
- Негасимый огонь (1943?)
- На белом свете
- Один печальный день (1963)
- Осень в Жухарях (1955)
- Памяти мистера Чепракова (1937)
- Папа (1960)
- Последняя кража (1937)
- Пятно (1942)
- Старик Завеев (1964)
- Счастливая женщина (1959)
- Тромб (1977)
- У самой Волги (1951)
- Хоронили моего дядю (1954)

## Literatura
- Paweł Nilin, Okrucieństwo, Państwowy Instytut Wydawniczy 1957.
- Paweł Nilin, Ostatnia kradzież, tłum. z ros. Jerzy Litwiniuk i Ignacy Szenfeld, Wydawnictwo Iskry 1961.
- Paweł Nilin, Śladami wielkich detektywów, tłum. z ros. Stanisław Nowacki, Wydawnictwo Iskry 1958.